# برنی کراوز
برنی کراوز (انگلیسی: Bernie Krause؛ زادهٔ ۸ دسامبر ۱۹۳۸) موسیقی‌دان اهل ایالات متحده آمریکا و بوم‌شناس چشم‌انداز صوتی است. در سال ۱۹۶۸، وی Wild Sanctuary را تأسیس کرد، سازمانی که به ضبط و بایگانی چشم‌انداز صوتی طبیعی اختصاص داشت. کراوس یک نویسنده، یک آکوستیک زیستی، یک سخنران و هنرمند صدای طبیعی است که اصطلاحات زمین‌آوایی (ژئوفونی)، زیست‌آوایی (بیوفونی) و انسان‌آوایی (آنتروپوفونی) را ابداع کرده‌است.